# Col de Fauredon
Le col de Fauredon est un col routier du Massif central à 788 m d'altitude situé dans le département du Tarn, en France.

## Géographie
Dans le massif de Caroux-Espinouse et dans le parc naturel regional du Haut-Languedoc, à la limite des communes du Bez et de Lasfaillades, le col est situé sur la route départementale 68, entre Brassac et Anglès et au nord du lac des Saints-Peyres.

## Activités

### Cyclisme
Il est emprunté par le Tour de France 1953 lors de la 13e étape entre Albi et Béziers. Jean Robic (1921-1983), alors quatrième au classement général, chute lourdement dans la descente du col au km 68. Il terminera l’étape à 38 min 9 s des échappés et ne prendra pas le départ le lendemain.